# Mike Vallely
Mike Vallely (znan tudi kot Mike V), ameriški poklicni rolkar, pevec, * 29. junij 1970, Edison, New Jersey, ZDA.

## Življenjepis
Vallely je tudi pevec v hardcore punk glasbeni skupini Mike V. and the Rats, in se je preizkusil tudi v poklicni rokoborbi. Njegov položaj na rolki je regular.
Vallely je odraščal v sedemdesetih in osemdesetih 20. stoletja in kot otroka so ga najbolj zanimale risanke, rokoborba, vesterni in filmi o borilnih veščinah. Že ko je hodil v vrtec, so se nanj spravljali večji fantje in ga dnevno pretepali, čemur pa se je po svojih močeh upiral, čeprav ni zmagal velikokrat. Njegova trma (v dobrem smislu) je očitna še dandanes tudi skozi njegov slog rolkanja.
Že v tem času je začel pisati poezijo, ki mu je omogočala izliv njegovih misli. Sam trdi, da je kot otrok živel v domišljijskem svetu. Leta 1984 je odkril punk rock glasbo, s katero je našel povezavo s somišljeniki v času, ko je prvič stopil v gimnazijo.
Skozi punk rock glasbo se je prvič srečal z rolkanjem. Skupinski duh moštveni športov se mu ni zdel privlačen, zato je hitro vzljubil individualnost rolkanja. Poleg besednih izlivanj, mu je rolkanje omogočalo tudi bolj fizično umetniško izražanje. Zmes punk rock glasbe in rolkanja je bila odskočna deska za njegovo ustvarjalno kariero, ker je verjel v duh Naredi sam gibanj.
Vallelyeva kariera poklicnega rolkarja se je začela 1986, ko je rolkal na parkirišču legendarnega poligona za rolkanje Mt. Trashmore. Tam ga je opazil poklicni rolkar Lance Mountain, ki mu je priskrbel prve sponzorje.
Skozi svojo kariero je menjal veliko sponzorjev in je imel celo svojo podjete za deske rolk, ki pa jo je zaprl po manj kot letu obratovanja, ker je, kot je sam dejal, imela samo drugačno podobo, ne pa tudi mentaliteto, kot je želel. Njegova kariera je med najdaljšimi in v tem času se ne podreja trendom raznih trikov in je ostal zvest svoji kreativnost, kar pa ga postavlja v popolnoma svoj svet.
Leta 1992 se je poročil s svojo dolgoletno punco Ann in ima dve hčerki. Družino je postavil pred vse, tudi rolkanje in punk rock glasbo.
Je med redkimi rolkarji, ki so na lastno pest posneli več rolkarskih filmov, še posebej dokumetarnih. Skoznje Vallely širi svoja prepričanja in ideologijo: Drive govori o njegovem potovanju, na katerem se nenapovedan pojavlja na poligovnih za rolkanje; Stand strong - natančen opis turnejskega življenja rolkarjev; Sponsored - film, ki govori zgodbo njegove rolkarske kariere. V tem stilu je tudi njegova nova televizijska oddaja Drive skateboarding.
Leta 2005 je zavrnil ponudbo Soletecha, ki je lastnik njegovega prejšnjega sponzorja Etnies, da bi bil na njihovi ekipi legend (glej: poklicni rolkar).
| - Element (2004 - ???) | - This Is My Element (Element, 2007) |